# NGC 6106
NGC 6106 é uma galáxia espiral (Sc) localizada na direcção da constelação de Hercules. Possui uma declinação de +07° 24' 40" e uma ascensão recta de 16 horas, 18 minutos e 47,0 segundos.
A galáxia NGC 6106 foi descoberta em 13 de Abril de 1784 por William Herschel.